# Castrelo de Miño
Castrelo de Miño es un municipio español situado en la parte occidental de la provincia de Orense, en la comunidad autónoma de Galicia. Pertenece a la comarca del Ribeiro.

## Geografía
El municipio de Castrelo de Miño está en el corazón del Ribeiro, en el margen izquierdo del Río Miño.
Rodeado de relieves montañosos y resguardado de la influencia oceánica, el cultivo de la vid, que da lugar al famoso vino del Ribeiro, es la característica dominante del paisaje, ocupando casi la totalidad de las laderas y hondanadas en los terrenos de Castrelo de Miño así como las pendientes mejor orientadas y soleadas. 
La tierra se encuentra regada por una densa red fluvial, con un microclima seco y cálido, pero con una humedad durante el período invernal.
El punto más alto del municipio es el Coto de Novelle con una altura de aproximadamente 800 metros sobre el nivel del mar.

## Historia
La historia de Castrelo de Miño, conocido en la Edad Media como "Castrum Minei", estuvo vinculada a un monasterio dúplice, que perteneció sucesivamente al obispo de Orense, a la Orden de San Juan de Jerusalén y a la encomienda de Quiroga. 

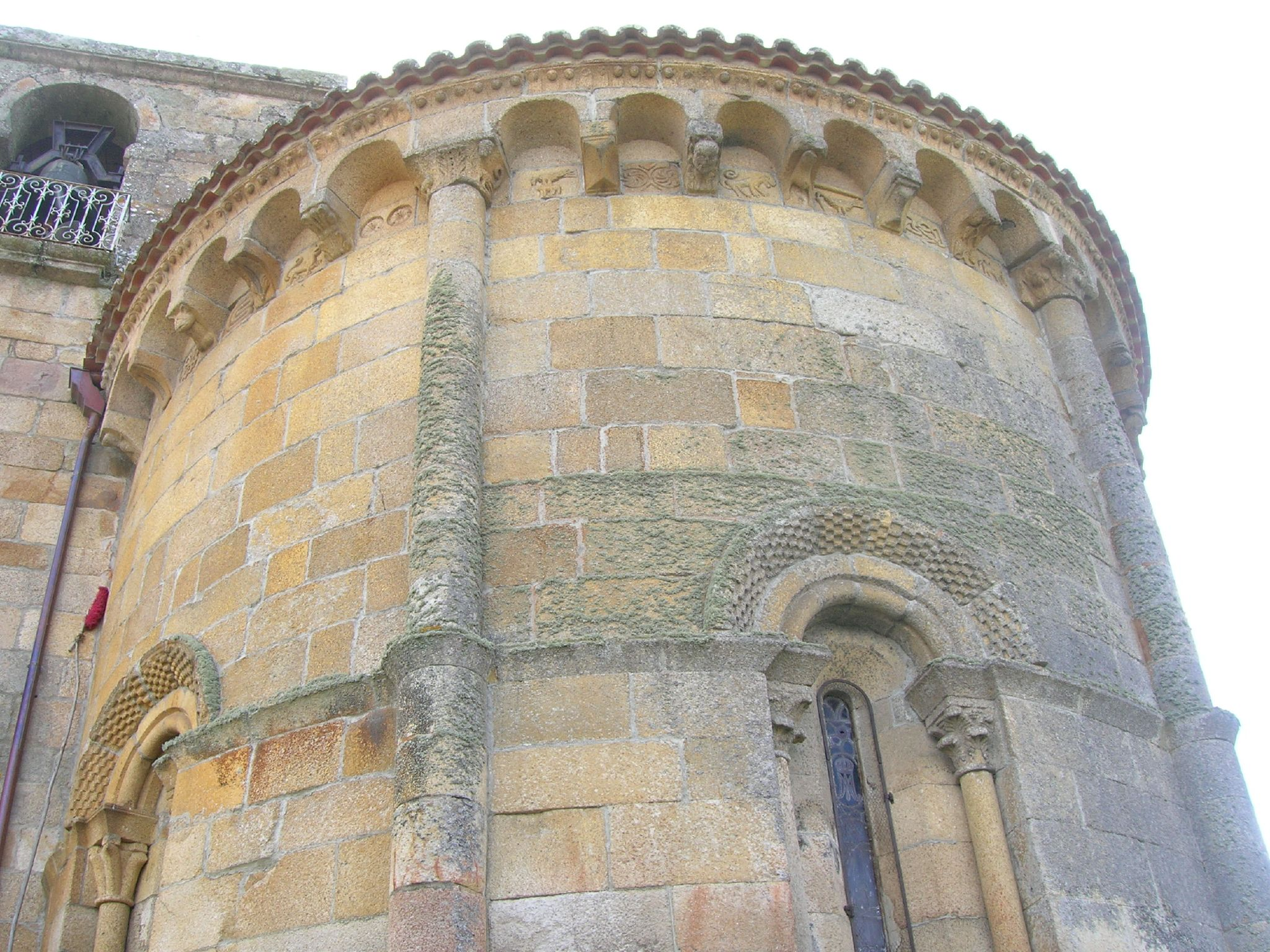
Ábside de la iglesia de Santa María.

La iglesia de Santa María, en Castrelo de Miño, se halla al pie de la presa. En el año 947 era monasterio de monjas, una de sus más destacadas abadesas fue Goto Muñoz, la viuda del rey de Galicia Sancho Ordóñez. Ambos recibieron sepultura en el monasterio.  El rey de León, Sancho I «el Craso», fue envenenado en este monasterio en el año 967 por el conde Gonzalo, quien pudo ser el conde Gonzalo Menéndez o bien otro conde coetáneo, Gonzalo Muñoz, conde en Coímbra.  Esta iglesia mantiene parte de la torre románica y un ábside semicircular del siglo XII, con vistosos relieves en los canecillos y metopas. Cuenta con un arco triunfal de medio punto. En el exterior hay relieves románicos. Gran parte de la iglesia fue construida en 1763, en estilo barroco. 
El río Miño marcó la actividad de este municipio. En la Edad Media existió un puente que se derrumbó en el siglo XVI cuyos servicios fueron suplidos por una barca. Más recientemente, a finales de la década de los sesenta, la construcción del embalse provocó que muchos agricultores se quedaran sin sus mejores tierras.

## Geografía humana

### Demografía
Cuenta con una población de 1292 habitantes (INE 2024).
| Gráfica de evolución demográfica de Castrelo de Miño entre 1842 y 2021                                                |
| |
| Población de derecho según los censos de población del INE. Población de hecho según los censos de población del INE. |

### Organización territorial
El municipio está formado por cuarenta y tres entidades de población distribuidas en siete parroquias:
- Astariz (Santa María)
- Barral (Nuestra Señora de las Nieves)[9]
- Castrelo de Miño (Santa María)
- Macendo (Santa María)
- Prado[7] (Santa María)[10][8]
- Puente-Castrelo[7] (San Esteban)[11]
- Vide[7] (San Salvador)[12][8]

### Economía
La principal actividad económica de Castrelo de Miño es la elaboración de vinos con Denominación de Origen Ribeiro, en la actualidad (2017) el municipio cuenta con 23 bodegas en producción, lo cual corresponde a una media de una bodega por cada 65 habitantes. La renta per cápita (2016) es de 14.499€.
Otra actividad económica importante, son los deportes náuticos, el Club Náutico Castrelo de Miño es el Centro Náutico de referencia del interior de Galicia gracias a su gran superficie de agua embalsada y sus amplias y completas instalaciones, reuniendo las condiciones idóneas para la práctica de los deportes náuticos.

## Corporación Municipal
Resultado elecciones municipales del 28 de mayo de 2023 en Castrelo de Miño:
| Nombre                             | Votos | Porcentaje | Concejales |
| Bloque Nacionalista Galego         | 234   | 22,07%     | 2          |
| Partido Popular de Galicia         | 608   | 57,35%     | 5          |
| Partido dos Socialistas de Galicia | 206   | 19,43%     | 2          |

## Deportes
El Castrelo Club de Fútbol es el equipo del municipio y es de reciente creación (2010), compite en Tercera Autonómica de Galicia (Grupo 13 - Orense) así como también compite en la Copa de la Excma. Diputación de Orense.
El Club Náutico Castrelo de Miño lleva funcionando más de 25 años (desde 1991) y se realizan actividades deportivas con carácter turístico-recreativo y entrenamiento-competición, de vela, remo y piragüismo. Se ofrecen cursos de iniciación y perfeccionamiento todo el año y se realizan competiciones de carácter autonómico y estatal, por lo que se convierte en un lugar perfecto para disfrutar del deporte y la naturaleza.

## Festividades
- Fiesta de Nosa Señora das Neves - Barral - 4, 5 y 6 de agosto: Dentro del programa de fiestas se encuentra la fiesta gastronómica de la anguila.
- San Roque - Macendo - 15 y 16 de agosto.
- Fiesta de San Antonio - Souto - segundo sábado de julio.
- Ribeiro Blues - segundo fin de semana de agosto.